# 247 (число)
Вижте пояснителната страница за други значения на 247.
247 (двеста четиридесет и седем) е естествено, цяло число, следващо 246 и предхождащо 248.
Двеста четиридесет и седем с арабски цифри се записва „247“, а с римски – „CCXLVII“. Числото 247 е съставено от три цифри от позиционните бройни системи – 2 (две), 4 (четири), 7 (седем).

## Общи сведения
- 247 е нечетно число.
- 247-ият ден от невисокосна година е 4 септември.
- 247 е година от Новата ера.